# رام لاکان
«رام لاکان» (انگلیسی: Ram Lakhan) فیلمی هندی در سبک درام است که در سال ۱۹۸۹ منتشر شد.

## خلاصه داستان
اموال و ملک پدری پرتاب سینگ توسط پسرعموهای شرورش تصاحب می‌شود و خودش هم به قتل می‌رسد. همسرش شاردا با دو پسرش یعنی رام و لاکان به مکان دیگری می‌رود و سال‌ها می‌گذرد. شاردا خاکستر همسرش را در یک صندوق به‌همراه راز مرگش از پسرانش مخفی کرده‌است. اکنون رام یک افسر پلیس شده و لاکان یک خواننده آس و پاس خیابانی است که دل در گروی دختری بنام رادا دارد. با تشویق رادا و دوستان لاکان نیز به خدمت نیروهای پلیس در می‌آید ولی به تدریج به رشوه‌خواری روی می‌آورد و همین موضوع سبب می‌شود که دو برادر رودرروی هم قرار گیرند و…

## بازیگران
- آنیل کاپور
- جکی شروف
- مادهوری دیکشیت
- دیمپل کاپادیا
- راکهی گلزار
- آمریش پوری
- پارش راوال
- انوپم کهیر